# Französische Rugby-Union-Meisterschaft 1927/28
Die Saison 1927/28 war die 32. Austragung der französischen Rugby-Union-Meisterschaft (französisch Championnat de France de rugby à XV). Sie umfasste 40 Mannschaften in der ersten Division (heutige Top 14).
Nach einer regionalen Qualifikation begann die Meisterschaft mit der ersten Gruppenphase, bei der in acht Gruppen je fünf Mannschaften aufeinander trafen. Jeweils die Erst- und Zweitplatzierten qualifizierten sich für die zweite Gruppenphase. Diese umfasste vier Vierergruppen, wobei jeweils die beste Mannschaft in die Finalphase einzog. Währenddessen trugen die Fünftplatzierten der ersten Gruppenphase ein Play-out aus; da es keine Absteiger gab, ging es hier in erster Linie um eine bessere Ausgangslage für die nächste Saison. In der Finalphase folgten Halbfinale und Finale. Im Endspiel, das am 6. Mai 1928 im Stade des Ponts-Jumeaux in Toulouse stattfand, trafen die beiden Halbfinalsieger aufeinander und spielten um den Bouclier de Brennus. Dabei setzte sich Section Paloise gegen die US Quillan durch und errang den ersten Meistertitel.

## Erste Gruppenphase
|    | Team             | Siege | Unent. | Ndlg. | Spiel- punkte | Diff. | Tabellen- punkte |
| -- | ---------------- | ----- | ------ | ----- | ------------- | ----- | ---------------- |
| 1. | Stade Toulousain | 4     | 0      | 0     | 52:11         | + 41  | 12               |
| 2. | FC Lyon          | 2     | 0      | 2     | 24:31         | − 7   | 8                |
| 3. | CA Périgueux     | 2     | 0      | 2     | 20:25         | − 5   | 8                |
| 4. | AS Montferrand   | 1     | 0      | 3     | 39:25         | + 14  | 6                |
| 5. | UA Libourne      | 1     | 0      | 3     | 9:52          | − 43  | 6                |

|    | Team                | Siege | Unent. | Ndlg. | Spiel- punkte | Diff. | Tabellen- punkte |
| -- | ------------------- | ----- | ------ | ----- | ------------- | ----- | ---------------- |
| 1. | Arléquins Perpignan | 3     | 1      | 0     | 25:12         | + 13  | 11               |
| 2. | Stade Français      | 3     | 0      | 1     | 57:26         | + 31  | 10               |
| 3. | US Dax              | 1     | 1      | 2     | 21:27         | − 6   | 7                |
| 4. | SU Agen             | 1     | 0      | 3     | 12:28         | − 16  | 6                |
| 5. | FC Grenoble         | 1     | 0      | 3     | 17:39         | − 22  | 6                |

|    | Team            | Siege | Unent. | Ndlg. | Spiel- punkte | Diff. | Tabellen- punkte |
| -- | --------------- | ----- | ------ | ----- | ------------- | ----- | ---------------- |
| 1. | Section Paloise | 3     | 1      | 0     | 36:9          | + 27  | 11               |
| 2. | US Quillan      | 2     | 0      | 2     | 57:19         | + 38  | 8                |
| 3. | CA Bègles       | 2     | 0      | 2     | 22:27         | − 5   | 8                |
| 4. | USA Limoges     | 2     | 0      | 2     | 26:54         | − 28  | 8                |
| 5. | TOEC            | 0     | 1      | 3     | 6:38          | − 32  | 5                |

|    | Team             | Siege | Unent. | Ndlg. | Spiel- punkte | Diff. | Tabellen- punkte |
| -- | ---------------- | ----- | ------ | ----- | ------------- | ----- | ---------------- |
| 1. | SA Bordeaux      | 3     | 1      | 0     | 30:19         | + 11  | 11               |
| 2. | AS Béziers       | 2     | 0      | 2     | 19:30         | − 11  | 8                |
| 3. | CASG Paris       | 2     | 0      | 2     | 27:14         | + 13  | 8                |
| 4. | Aviron Bayonnais | 1     | 1      | 2     | 17:17         | ± 0   | 7                |
| 5. | SC Mazamet       | 1     | 0      | 3     | 12:25         | − 13  | 6                |

|    | Team            | Siege | Unent. | Ndlg. | Spiel- punkte | Diff. | Tabellen- punkte |
| -- | --------------- | ----- | ------ | ----- | ------------- | ----- | ---------------- |
| 1. | Stade Hendayais | 3     | 0      | 1     | 25:9          | + 16  | 10               |
| 2. | US Carcassonne  | 2     | 1      | 1     | 21:11         | + 10  | 9                |
| 3. | Lyon OU         | 2     | 1      | 1     | 14:10         | + 4   | 9                |
| 4. | SC Albi         | 2     | 0      | 2     | 12:10         | + 2   | 8                |
| 5. | Stade Bagnérais | 0     | 0      | 4     | 3:35          | − 32  | 4                |

|    | Team                  | Siege | Unent. | Ndlg. | Spiel- punkte | Diff. | Tabellen- punkte |
| -- | --------------------- | ----- | ------ | ----- | ------------- | ----- | ---------------- |
| 1. | US Perpignan          | 3     | 0      | 1     | 32:11         | + 21  | 10               |
| 2. | FC Lourdes            | 3     | 0      | 1     | 27:22         | + 5   | 10               |
| 3. | US Cognac             | 2     | 0      | 2     | 30:16         | + 14  | 8                |
| 4. | Biarritz Olympique    | 2     | 0      | 2     | 17:17         | ± 0   | 8                |
| 5. | CA Villeneuve-sur-Lot | 0     | 0      | 4     | 13:53         | − 40  | 4                |

Carcassonne qualifizierte sich ursprünglich nach einem Tie-Break für die zweite Phase. Später wurde festgestellt, dass ein nicht teilnahmeberechtigter Spieler im Tie-Break-Spiel eingesetzt worden war. Carcassonne wurde daraufhin auf den 5. Platz zurückversetzt und spielte im Playout anstelle von Stade Bagnérais. Lyon OU und der SC Albi machten in einem weiteren Tie-Break den zweiten Qualifikationsplatz unter sich aus.
|    | Team                  | Siege | Unent. | Ndlg. | Spiel- punkte | Diff. | Tabellen- punkte |
| -- | --------------------- | ----- | ------ | ----- | ------------- | ----- | ---------------- |
| 1. | Racing Club de France | 3     | 0      | 1     | 47:14         | + 33  | 10               |
| 2. | Stade Bordelais       | 3     | 0      | 1     | 50:12         | + 38  | 10               |
| 3. | FC Lézignan           | 3     | 0      | 1     | 30:27         | + 3   | 10               |
| 4. | US Montauban          | 1     | 0      | 3     | 6:46          | − 40  | 6                |
| 5. | CA Brive              | 0     | 0      | 4     | 14:48         | − 34  | 4                |

|    | Team               | Siege | Unent. | Ndlg. | Spiel- punkte | Diff. | Tabellen- punkte |
| -- | ------------------ | ----- | ------ | ----- | ------------- | ----- | ---------------- |
| 1. | AS Soustons        | 3     | 0      | 1     | 23:22         | + 1   | 10               |
| 2. | RC Toulon          | 2     | 1      | 1     | 28:4          | + 24  | 9                |
| 3. | RC Narbonne        | 2     | 1      | 1     | 15:3          | + 12  | 9                |
| 4. | Stadoceste Tarbais | 1     | 0      | 3     | 19:24         | − 5   | 6                |
| 5. | SC Pamiers         | 1     | 0      | 3     | 3:35          | − 32  | 6                |

## Zweite Gruppenphase
|    | Team             | Siege | Unent. | Ndlg. | Spiel- punkte | Diff. | Tabellen- punkte |
| -- | ---------------- | ----- | ------ | ----- | ------------- | ----- | ---------------- |
| 1. | Stade Toulousain | 2     | 1      | 0     | 25:6          | + 19  | 8                |
| 2. | AS Béziers       | 1     | 1      | 1     | 16:19         | − 3   | 6                |
| 3. | Stade Bordelais  | 1     | 0      | 2     | 13:21         | − 8   | 5                |
| 4. | AS Soustons      | 1     | 0      | 2     | 8:16          | − 8   | 5                |

|    | Team            | Siege | Unent. | Ndlg. | Spiel- punkte | Diff. | Tabellen- punkte |
| -- | --------------- | ----- | ------ | ----- | ------------- | ----- | ---------------- |
| 1. | Section Paloise | 3     | 0      | 0     | 43:8          | + 35  | 9                |
| 2. | Stade Français  | 2     | 0      | 1     | 30:25         | + 5   | 7                |
| 3. | US Perpignan    | 1     | 0      | 2     | 18:21         | − 3   | 5                |
| 4. | FC Lyon         | 0     | 0      | 3     | 3:40          | − 37  | 3                |

|    | Team                | Siege | Unent. | Ndlg. | Spiel- punkte | Diff. | Tabellen- punkte |
| -- | ------------------- | ----- | ------ | ----- | ------------- | ----- | ---------------- |
| 1. | US Quillan          | 2     | 1      | 0     | 20:3          | + 17  | 8                |
| 2. | Arléquins Perpignan | 2     | 0      | 1     | 18:19         | − 1   | 7                |
| 3. | FC Lourdes          | 0     | 2      | 1     | 3:9           | − 6   | 5                |
| 4. | Stade Hendayais     | 0     | 1      | 2     | 8:18          | − 10  | 4                |

|    | Team                  | Siege | Unent. | Ndlg. | Spiel- punkte | Diff. | Tabellen- punkte |
| -- | --------------------- | ----- | ------ | ----- | ------------- | ----- | ---------------- |
| 1. | RC Toulon             | 3     | 0      | 0     | 49:9          | + 40  | 9                |
| 2. | SA Bordeaux           | 1     | 0      | 2     | 9:20          | − 11  | 5                |
| 3. | Racing Club de France | 1     | 0      | 2     | 11:25         | − 14  | 5                |
| 4. | Lyon OU               | 1     | 0      | 2     | 12:27         | − 15  | 5                |

Noch bevor die US Carcassonne disqualifiziert wurde, hatte die Mannschaft bereits ein Spiel gegen den Racing Club absolviert. Lyon OU nahm daraufhin den Platz der US Carcassonne ein und die Fédération française de rugby beschloss, das Spiel so zu werten, wie wenn es von Lyon gespielt worden wäre.

## Play-out
Da es keine Absteiger gab, diente das Play-out dazu, die Gruppeneinteilung in der darauf folgenden Saison zu ermitteln. Detailergebnisse sind nicht bekannt.

## Finalphase

### Halbfinale
| Datum         | Begegnung                          | Ergebnis |
| ------------- | ---------------------------------- | -------- |
| 15. Apr. 1928 | Section Paloise – Stade Toulousain | 3:0      |
| 15. Apr. 1928 | US Quillan – RC Toulon             | 6:4      |

### Finale
| 6. Mai 1928 | Section Paloise                | 6 : 4   | US Quillan         | Stade des Ponts-Jumeaux, Toulouse Zuschauer: 20.000 Schiedsrichter: Marcel Heurtin |
| 6. Mai 1928 | Versuche: Taillantou Recaborde | Bericht | Dropgoals: Cutzach | Stade des Ponts-Jumeaux, Toulouse Zuschauer: 20.000 Schiedsrichter: Marcel Heurtin |

Aufstellungen
Section Paloise: David Aguilar, Jean Bergalet, André Bernardini, Georges Caussarieu, Albert Cazenave, Joseph Châtelain, Emile Crampes, Jean de Français, Adrien Laborde, Fernand Laclau, Henri Mounes, François Recaborde, Robert Sarrade, Paul Saux, Fernand Taillantou
US Quillan: Marcel Baillette, René Bonnemaison, Jean Bonnet, François Corbin, Amédée Cutzach, Georges Delort, Louis Destarac, Guy Flamand, Jean Galia, Georges Martres, Gaudérique Montassier, Louis Parnaud, Germain Raynaud, Eugène Ribère, Marcel Soler